# Pinhal
Pinhal är en kommun i Brasilien.   Den ligger i delstaten Rio Grande do Sul, i den södra delen av landet, 1 400 km söder om huvudstaden Brasília. Antalet invånare är 2 515.
Omgivningarna runt Pinhal är en mosaik av jordbruksmark och naturlig växtlighet. Runt Pinhal är det ganska glesbefolkat, med 31 invånare per kvadratkilometer.